# مادلين بانتينغ
مادلين بانتينغ (بالإنجليزية: Madeleine Bunting)‏ هي صحفية بريطانية، ولدت في 19 مارس 1964 في Oswaldkirk ‏ في المملكة المتحدة.